# 大埔启明寺
启明寺，即闽粤赣边区党委会旧址，位于中国广东省梅州市光德上漳，为梅州市大埔县的一个县级文物保护单位，类型为近现代重要史迹及代表性建筑，公布时间为1991年4月。
闽粤赣边区党委会旧址－启明寺的历史年代为1948。